# Берёза западная
Берёза за́падная (лат. Betula occidentalis) — вид растений рода Берёза (Betula) семейства Берёзовые (Betulaceae).

## Распространение
В природе ареал вида охватывает северо-западные районы Северной Америки — район Скалистых гор, вдоль Тихоокеанского побережья, от Вашингтона и Британской Колумбии на восток до западных районов Монтаны.

## Ботаническое описание

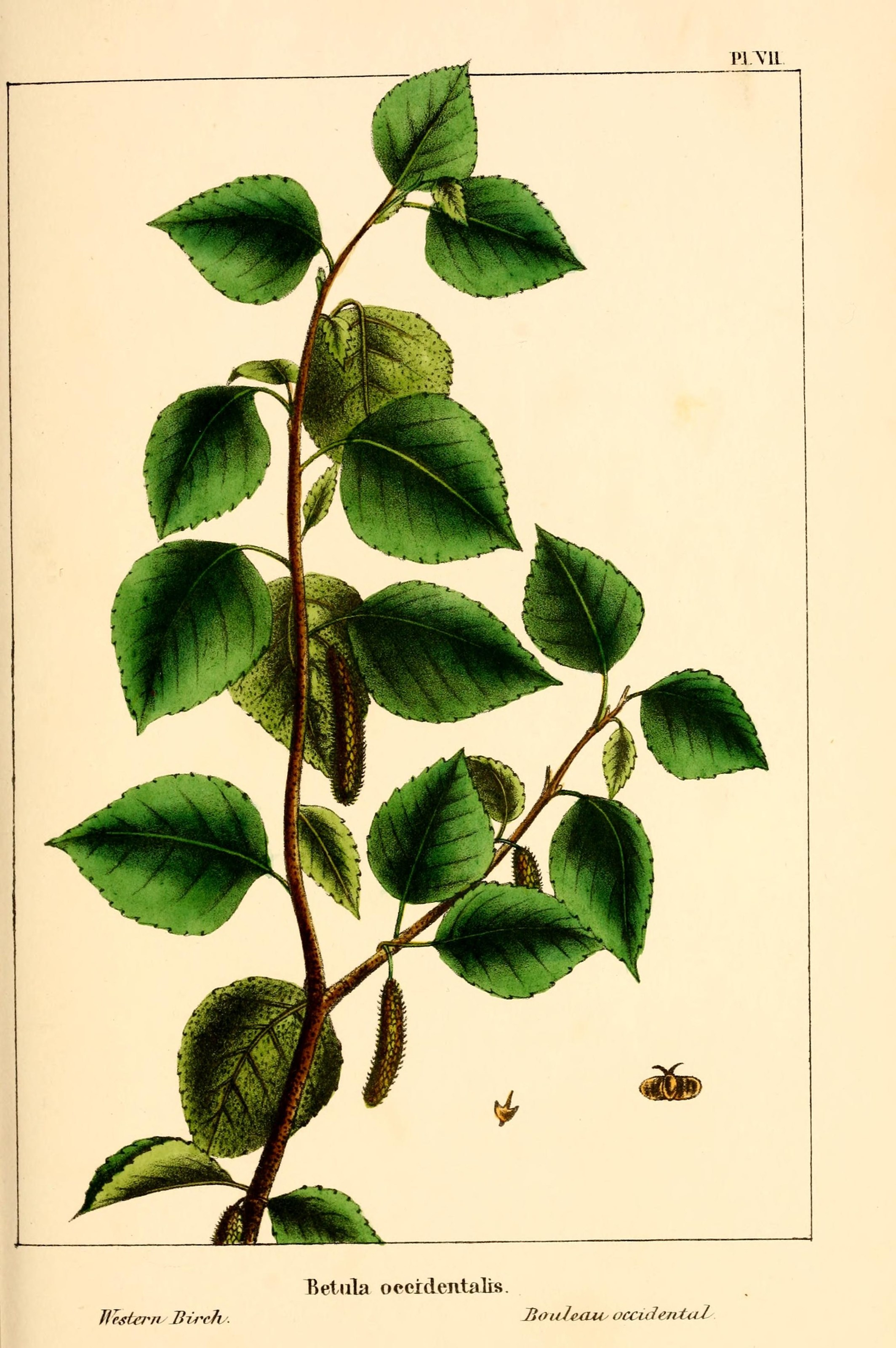
The_North_American_sylva_(Pl._VII)_(6883731726)

Дерево высотой до 40 м и стволом диаметром до 120 см. Кора жёлто-коричневая, оранжевая или тёмно-бронзово-коричневая; наружные слои отделяются очень тонкими скручивающимися листочками, внутренние — тёмно-красно-коричневые, отслаивающиеся с трудом. Молодые веточки густо покрыты смолистыми желёзками, иногда опушённые, позже становящиеся тёмными, голыми и блестящими. Одна из самых высокорослых берез. 

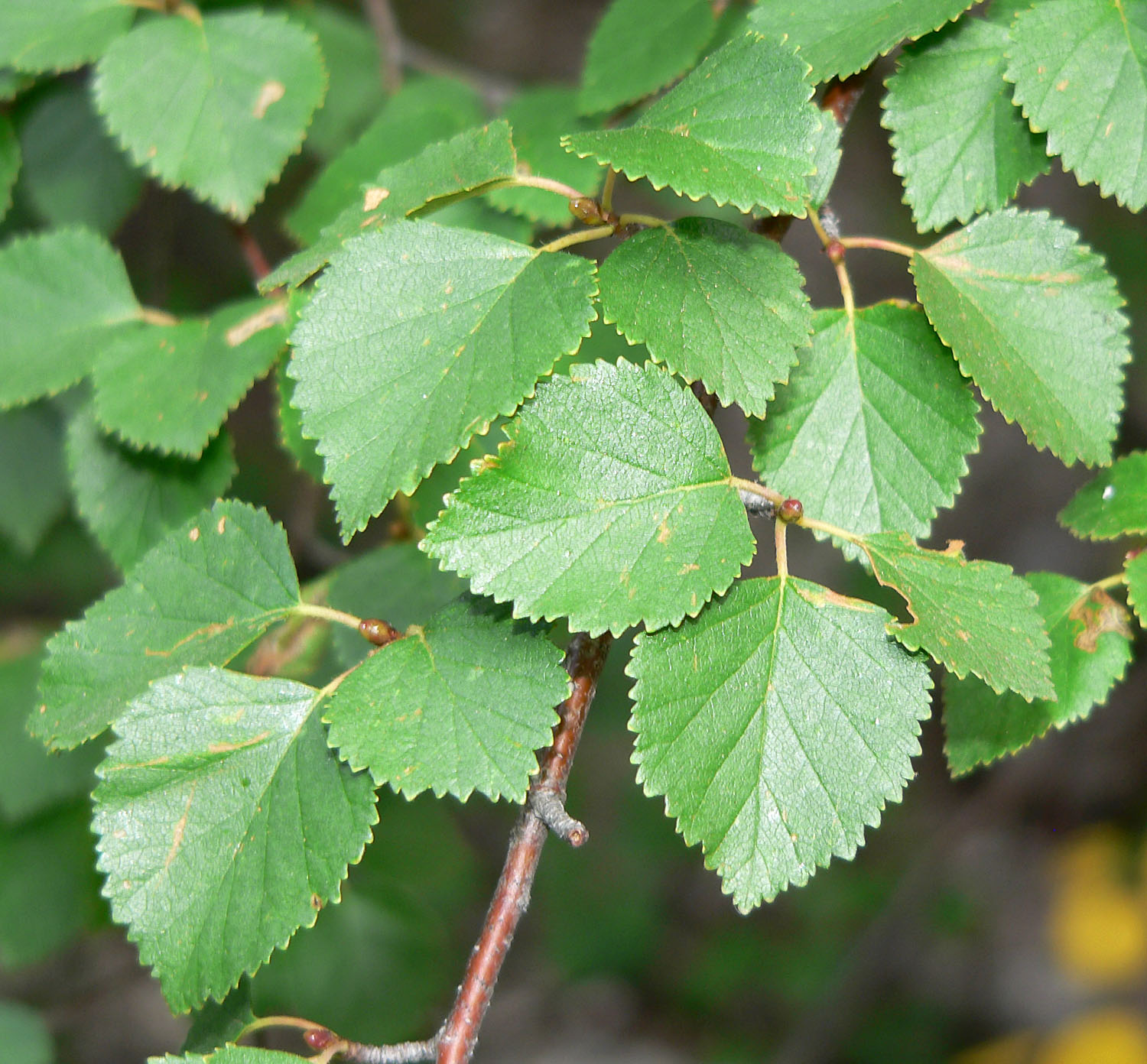
Листья

Листья широкояйцевидные, длиной 6—10 см, шириной 5—6 см, заострённые, с усечённым или округлым основанием, иногда слегка сердцевидным или клиновидным около черешка, по краю двояко-пильчатые, ярко-зелёные, очень тонкие, голые или снизу опушённые, в молодости смолистые, на опушённых, позже оголяющихся черешках длиной 1—2 см.
Пестичные серёжки длиной 3—4 см, диаметром 10—12 мм, цилиндрические или продолговатые, на ножках длиной 12—18 мм. Прицветные чешуйки ресничатые, длиной 5—6 мм, шириной 3—4 мм, с распростёртыми в стороны боковыми, яйцевидно-ромбическими, закруглёнными лопастями и более длинной и тонкой острой клиновидной средней.
Орешек яйцевидный; крылья по ширине почти равны орешку.

## Таксономия
Вид Берёза западная входит в род Берёза (Betula) подсемейства Берёзовые (Betuloideae) семейства Берёзовые (Betulaceae) порядка Букоцветные (Fagales).
|  |                                      |  |                                                             |                                                             |                     |  | ещё 7 семейств (согласно Системе APG II) | ещё 7 семейств (согласно Системе APG II)                   |                                                            |  |  |  | ещё 1—2 рода        | ещё 1—2 рода        |  |  |
|  |                                      |  |                                                             |                                                             |                     |  | ещё 7 семейств (согласно Системе APG II) | ещё 7 семейств (согласно Системе APG II)                   |                                                            |  |  |  | ещё 1—2 рода        | ещё 1—2 рода        |  |  |
|  |                                      |  |                                                             | порядок Букоцветные                                         |                     |  |                                          |                                                            | подсемейство Берёзовые                                     |  |  |  |                     | вид Берёза западная |  |  |
|  |                                      |  |                                                             | порядок Букоцветные                                         |                     |  |                                          |                                                            | подсемейство Берёзовые                                     |  |  |  |                     | вид Берёза западная |  |  |
|  | отдел Цветковые, или Покрытосеменные |  |                                                             |                                                             | семейство Берёзовые |  |                                          |                                                            | род Берёза                                                 |  |  |  |                     |                     |  |  |
|  | отдел Цветковые, или Покрытосеменные |  |                                                             |                                                             |                     |  |                                          |                                                            |                                                            |  |  |  |                     |                     |  |  |
|  |                                      |  | ещё 44 порядка цветковых растений (согласно Системе APG II) | ещё 44 порядка цветковых растений (согласно Системе APG II) |                     |  |                                          | ещё одно подсемейство, Лещиновые (согласно Системе APG II) | ещё одно подсемейство, Лещиновые (согласно Системе APG II) |  |  |  | ещё более 110 видов |                     |  |  |
|  |                                      |  |                                                             | ещё 44 порядка цветковых растений (согласно Системе APG II) |                     |  |                                          |                                                            | ещё одно подсемейство, Лещиновые (согласно Системе APG II) |  |  |  |                     |                     |  |  |